# Pseudochiridium clavigerum
Pseudochiridium clavigerum är en spindeldjursart som först beskrevs av Tord Tamerlan Teodor Thorell 1889.  Pseudochiridium clavigerum ingår i släktet Pseudochiridium och familjen Pseudochiridiidae. Inga underarter finns listade i Catalogue of Life.